# A nagy nap (film)
A nagy nap (eredeti cím: The Big Wedding) 2013-ban bemutatott amerikai filmvígjáték, melyet Justin Zackham írt és rendezett. A 2006-os Az öcsém esküvője (Mon frère se marie) című francia film feldolgozása. A főbb szerepekben Robert De Niro, Katherine Heigl, Diane Keaton, Amanda Seyfried, Topher Grace, Ben Barnes, Susan Sarandon és Robin Williams látható. 
2013. április 26-án mutatták be az Egyesült Államokban és Kanadában a Lionsgate forgalmazásában.

## Szereplők
| Színész            | Szerep            | Magyar hang       |
| ------------------ | ----------------- | ----------------- |
| Robert De Niro     | Don Griffin       | Reviczky Gábor    |
| Diane Keaton       | Ellie Griffin     | Bánsági Ildikó    |
| Susan Sarandon     | Bebe McBride      | Andresz Kati      |
| Katherine Heigl    | Lyla Griffin      | Mezei Kitty       |
| Robin Williams     | Moinighan atya    | Mikó István       |
| Ben Barnes         | Alejandro Griffin | Czető Roland      |
| Amanda Seyfried    | Melissa O’Connor  | Czető Zsanett     |
| Topher Grace       | Jared Griffin     | Rajkai Zoltán     |
| Christine Ebersole | Muffin            | Farkasinszky Edit |
| Patricia Rae       | Madonna Soto      | Szórádi Erika     |
| Ana Ayora          | Nuria Soto        | Földes Eszter     |
| Kyle Bornheimer    | Andrew            | Magyar Bálint     |
| David Rasche       | Barry             | Rosta Sándor      |
| Megan Ketch        | Jane              |                   |